# Šatorica
Šatorica (albanska: Shatoricë) är ett berg i Kosovo. Det ligger i den norra delen av landet, 50 km norr om huvudstaden Priština. Toppen på Šatorica är 1 746 meter över havet, eller 310 meter över den omgivande terrängen. Bredden vid basen är 14,2 km.
Terrängen runt Šatorica är huvudsakligen kuperad. Runt Šatorica är det ganska tätbefolkat, med 222 invånare per kvadratkilometer. Närmaste större samhälle är Leposaviq, 13,9 km väster om Šatorica. Omgivningarna runt Šatorica är en mosaik av jordbruksmark och naturlig växtlighet.